# Villefavard
 Villefavard  (en occitano Vile Favart) es una población y comuna francesa, situada en la región de Lemosín, departamento de Alto Vienne, en el distrito de Bellac y cantón de Magnac-Laval.

## Demografía
| 313 | 279 | 236 | 240 | 182 | 181 | 158 |
| Para los censos de 1962 a 1999 la población legal corresponde a la población sin duplicidades (Fuente: INSEE [Consultar]) |     |     |     |     |     |     |